# سوني كارلسون (لاعب هوكي الجليد)
سوني كارلسون هو لاعب هوكي الجليد سويدي، ولد في 14 مارس 1993 في Älvdalen ‏ في السويد.

## وصلات خارجية
- سوني كارلسون على موقع EliteProspects.com (الإنجليزية)
- سوني كارلسون على موقع Eurohockey.com (الإنجليزية)